# ローラン・フルニエ
ローラン・フルニエ（Laurent Fournier, 1964年9月14日 - ）は、フランスの元サッカー選手、サッカー指導者。ポジションはミッドフィールダー。

## 経歴
1990-91シーズンに在籍したオリンピック・マルセイユではUEFAチャンピオンズカップ準優勝に貢献し、そこから移籍したパリ・サンジェルマン時代の1995-96シーズンにはUEFAカップウィナーズカップ優勝を果たした。
フランス代表では1992年の3試合に出場している。